# Chouette à lignes noires
Strix nigrolineata
Espèce
Synonymes
- Ciccaba nigrolineata (protonyme)

Statut de conservation UICN

 LC  : Préoccupation mineure
Statut CITES
La Chouette à lignes noires ou Chouette noire et blanche (Strix nigrolineata) est une espèce d'oiseaux de la famille des Strigidae.

## Description
Cet oiseau mesure environ 38 cm de longueur. Il a un bec jaune, un plumage brun noirâtre sur le dessus et blanc finement barré sur le dessous.
Il émet un hululement grave et un miaulement nasillard.

## Répartition

Aire de répartition des chouettes à lignes noires.

Son aire s'étend en Amérique latine, de l'est du Mexique au nord-ouest du Venezuela et à travers le Tumbes-Chocó-Magdalena.

## Habitat
Cette espèce fréquente les forêts mais chasse en lisière.

## Alimentation
Cet oiseau consomme des gros insectes et de petits mammifères.